# Confine tra Algeria e Marocco
Il confine tra l'Algeria e il Marocco ha una lunghezza di 2778 km e parte dal Mar Mediterraneo a nord, al triplice confine con il Sahara occidentale a sud.

## Descrizione
Il confine inizia a nord sul Mar Mediterraneo appena ad ovest di Marsa Ben M'Hidi; procede poi via terra verso sud attraverso una serie di linee irregolari, virando leggermente verso sud-est. Nei pressi della città marocchina di Figuig, vira bruscamente verso ovest, procedendo poi in direzione sud-ovest attraverso una serie di linee diritte e irregolari. Una volta raggiunto il fiume Draa, il confine lo segue per una certa distanza, prima di virare bruscamente a sud, dopodiché una linea diritta nord-sud procede per 116 km fino al triplice confine con il Sahara occidentale.

## Storia

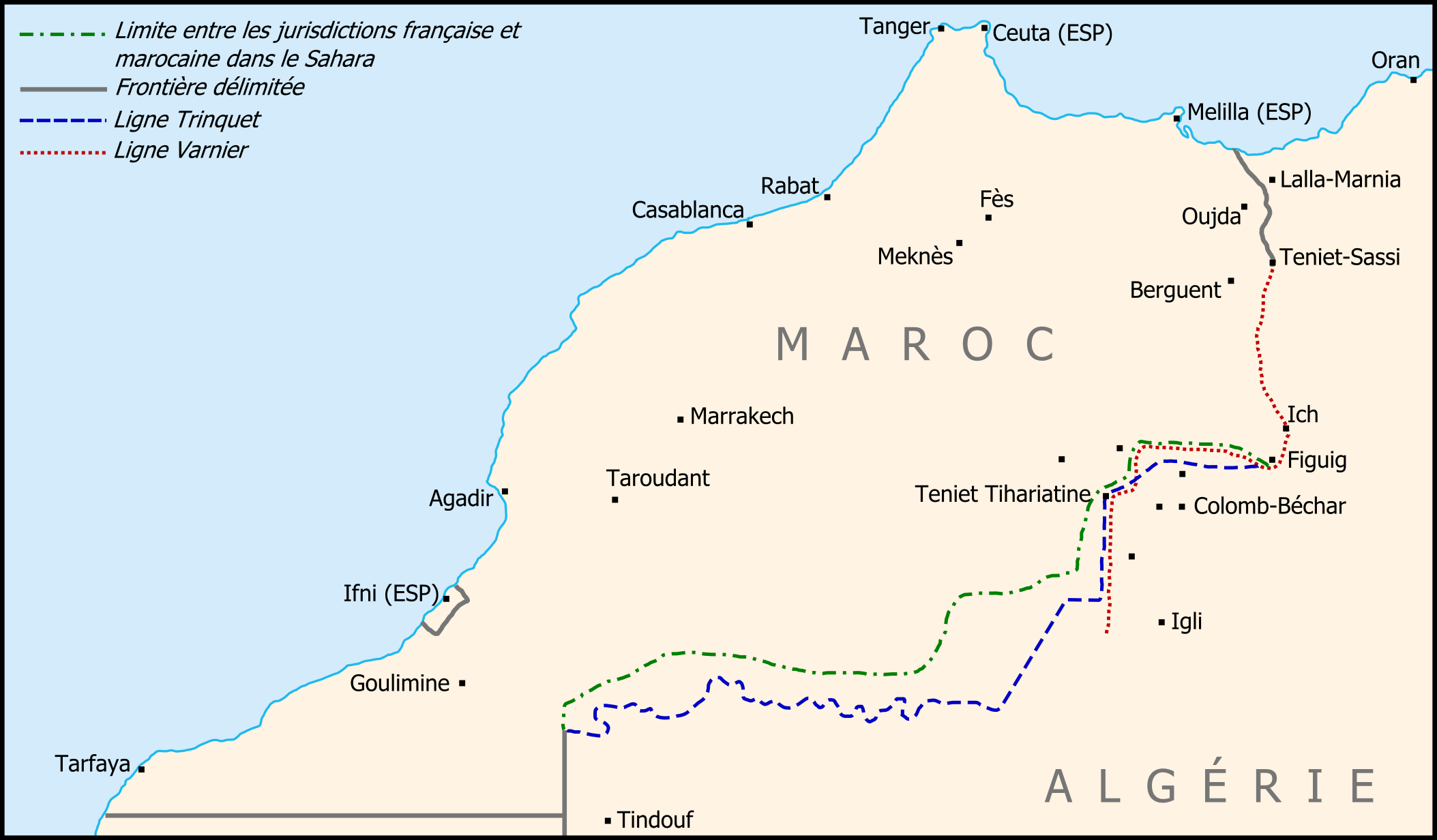
Una mappa che mostra diverse rappresentazioni della frontiera

La Francia occupò gran parte delle zone costiere settentrionali dell'Algeria nel periodo 1830-47, che fino ad allora erano state assoggettate al controllo nominale dell'Impero ottomano. Il Marocco inizialmente riuscì a mantenere la sua indipendenza durante la Spartizione dell'Africa alla fine del XIX secolo, durante la quale venne stabilito un controllo coloniale europeo nel resto dell'Africa. Il confine tra esso e i domini ottomani a est erano vaghi e il Marocco manteneva una rivendicazione tradizionale, anche se spesso debolmente applicata, su vaste aree dell'Africa nord-occidentale. La Francia tentò di rettificare ciò, delimitando un confine che partiva dal sud del Mediterraneo a Teniet el-Sassi, attraverso il Trattato di Lalla Marnia del 18 marzo 1845. I protocolli che confermarono questo trattato furono firmati il 20 luglio 1901 e il 20 aprile 1902, ed estendevano anche la frontiera più a sud fino a Figuig, anche se non in modo molto dettagliato. Le aree scarsamente abitate a sud di Figuig, dove il confine non venne ben delimitato, furono soggette a pratiche amministrative vaghe e mal definite sulla base di una posizione giuridica incerta. Nel 1912, tramite il trattato di Fès, Francia e Spagna si suddivisero il Marocco, con il litorale settentrionale che divenne il Marocco spagnolo (esclusa Tangeri, che in seguito divenne una zona internazionale) e il resto del Marocco francese (tranne Ifni, che formò un'exclave spagnola).
Il Marocco ottenne la piena indipendenza nel 1956, seguito dall'Algeria nel 1962. L'incertezza su gran parte dell'allineamento del confine e le affermazioni del Marocco per un cosiddetto "Grande Marocco" che avrebbe compreso gran parte dell'Africa nord-occidentale, portarono alla guerra delle sabbie del 1962-3.  Furono firmati vari accordi nel 1969-70 allo scopo di fornire una risoluzione pacifica della controversia, che portò al trattato del 15 giugno 1972 che delimitava per la prima volta l'intero confine. Tuttavia, le relazioni peggiorarono quando la Spagna annunciò la sua intenzione di ritirarsi dal Sahara spagnolo (l'attuale Sahara occidentale) nel 1975, con il Marocco che poi annesse l'intero territorio. L'Algeria si oppose all'annessione e fornì rifugio alle milizie nazionaliste saharawi del Fronte Polisario e ai rifugiati saharawi sul suo territorio. Quando in Algeria scoppiò la guerra civile negli anni '90, si inasprirono nuovamente le relazioni bilaterali, con l'Algeria che chiuse il confine nel 1994. Le relazioni si sono leggermente allentate con l'avvento della pace in Algeria all'inizio degli anni 2000, anche se attualmente il confine rimane chiuso.

## Insediamenti vicino al confine

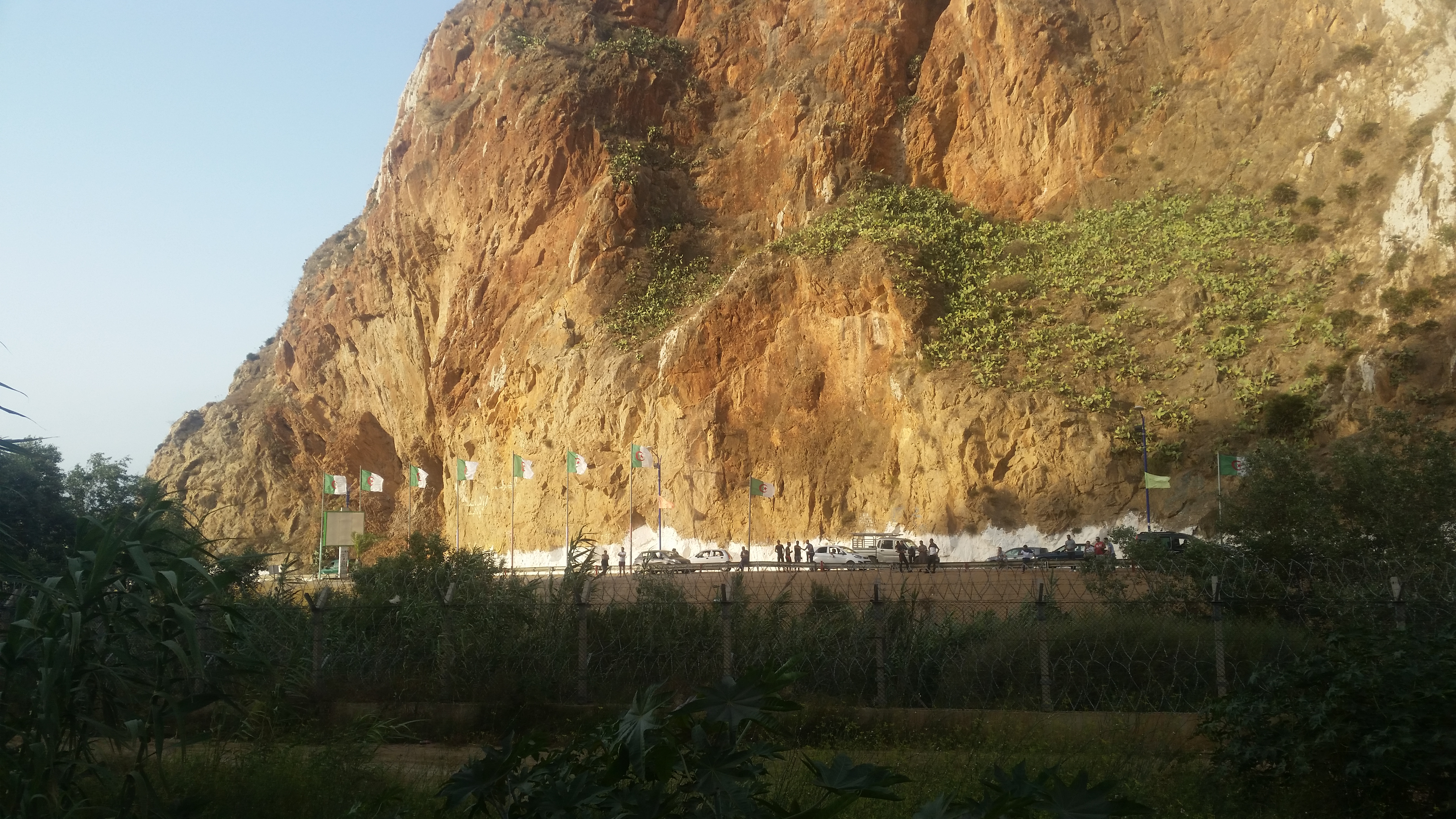
Una recinzione lungo il confine

### Marocco
- Ahfir
- Oujda
- Touissit
- Sidi Aissa
- El Hammam
- Figuig
- Zenaga
- Aïn Chaïr
- Taouz
- Merzouga
- Rgabi Ait Hassou
- M'Hamid El Ghizlane